# Dmitrij Samorukow
Dmitrij Andriejewicz Samorukow, ros. Дмитрий Андреевич Саморуков (ur. 16 stycznia 1999 w Wołgogradzie) – rosyjski hokeista.
Syn Andrieja (ur. 1970), piłkarza grającego na pozycji bramkarza.

## Kariera
- CSKA Moskwa do lat 16 (2014-2015)
- CSKA Moskwa do lat 17 (2015-2016)
- Krasnaja Armija Moskwa (2015/2016)
- Guelph Storm (2016–2019)
- Bakersfield Condors (2018, 2019-2020)
- CSKA Moskwa (2020-)
- Edmonton Oilers (2021)
- Bakersfield Condors (2021-2022)
- St. Louis Blues (2023)
- Springfield Thunderbirds (2022-2023)
- Wilkes-Barre/Scranton Penguins (2023-)
- Pittsburgh Penguins (2023-)

Karierę rozwijał w zespołach juniorskich CSKA Moskwa. Grał w juniorskiej lidze MHL. W drafcie do kanadyjskich rozgrywek juniorskich CHL z 2016 został wybrany przez klub Guelph Storm z numerem 2. W jego barwach grał od 2016 przez trzy edycje ligi OHL w ramach CHL. Po pierwszym sezonie w drafcie NHL z 2017 został wybrany przez kanadyjski klub Edmonton Oilers. We wrześniu 2017 ogłoszono jego umowę wstępującą do NHL z tym klubem. Występował jednak tylko w jego zespole farmerskim, Bakersfield Condors, w lidze AHL. W połowie 2020 został wypożyczony do CSKA Moskwa w KHL. W grudniu 2021 wezwany do Edmonton. W październiku 2022 został przetransferowany do St. Louis Blues w toku wymiany za swojego rodaka, Klima Kostina.
Uczestniczył w turniejach mistrzostw świata do lat 17 edycji 2016, mistrzostw świata juniorów do lat 18 edycji 2016, 2017, mistrzostw świata juniorów do lat 20 edycji 2018, 2019.

## Sukcesy
Reprezentacyjne
- Srebrny medal mistrzostw świata juniorów do lat 17: 2016
- Brązowy medal mistrzostw świata juniorów do lat 18: 2017
- Brązowy medal mistrzostw świata juniorów do lat 20: 2018

Klubowe
- J. Ross Robertson Cup – mistrzostwo OHL: 2019
- Wayne Gretzky Trophy – mistrzostwo Konferencji Zachodniej OHL: 2019
- Finał Memorial Cup o mistrzostwo CHL: 12019

Indywidualne
- OHL (2018/2019):
  - Siódme miejsce w klasyfikacji strzelców w fazie play-off: 10 goli[9]
    - Pierwsze miejsce w klasyfikacji strzelców wśród obrońców w fazie play-off: 10 goli[10]

  - Piąte miejsce w klasyfikacji asystentów w fazie play-off: 18 asyst[11]
    - Drugie miejsce w klasyfikacji asystentów wśród obrońców w fazie play-off: 18 asyst[12]

  - Szóste miejsce w klasyfikacji kanadyjskiej w fazie play-off: 28 punktów[13]
    - Pierwsze miejsce w klasyfikacji kanadyjskiej wśród obrońców w fazie play-off: 28 punktów[14]

  - Trzeci skład gwiazd sezonu
- KHL (2020/2021):
  - Piąte miejsce w klasyfikacji +/− w sezonie zasadniczym: +24